# 아이빔테크놀로지
아이빔테크놀로지(IVIM Technology Co. Ltd.)는 사진장비와 광학기기 등을 제조하는 대한민국 기업이다. KAIST 나노과학기술대학원 김필한 교수가 교원 창업으로 2017년 창업하였으며 삼성증권이 상장 주관을 맡았다. 2021년 매출 5억2697만원, 영업손실 26억7755만원을 기록했고 2022년 매출은 13억원대로 늘었으나, 영업손실도 33억 3067만원으로 증가하였다.

## 제품
일체형'(All-in-one) 생체현미경

## 같이 보기
- 현미경
- 파크시스템스
- 코셈
- 토모큐브

## 참고문헌
1. ↑  남대열, 아이빔테크놀로지, 기술성 평가 통과…"코스닥 상장 박차", 히트뉴스, 2023년 8월 10일
2. ↑  구본혁, 차세대 신약개발 핵심…초고속 레이저 생체현미경 상용화, 헤럴드경제, 2017년 11월 20일
3. ↑  심우일, "세계 최초 생체 현미경, MRI 100배 해상도" VC가 찜한 스타트업, 서울경제, 2022년 4월 26일
4. ↑  이민영, 엔지노믹스 등 3개사, 코스닥에 상장 예비심사 신청, 연합뉴스, 2023년 10월 4일
5. ↑  정현진, 뻥튀기 논란 파두 유탄 맞을라…연매출 10억으로 상장하려던 기업 전전긍긍, 조선비즈, 2023년 11월 20일
6. ↑  김대호, 아이빔테크놀로지, ‘세계 최초’ 일체형 생체현미경 상용화 수혜 기대감에 강세, 와이드경제, 2024.08.22